# Sebaea natalensis
Sebaea natalensis là một loài thực vật có hoa trong họ Long đởm. Loài này được Schinz miêu tả khoa học đầu tiên.